# Wie ein Vogel zu fliegen
Wie ein Vogel zu fliegen ist ein Kinderlied aus der DDR. Der Text stammt von Walter Krumbach und die Melodie von Wolfgang Richter. Der Text nimmt Bezug auf den Wunsch eines Kindes, wie ein Vogel in die Wolken hinein fliegen zu können und von oben aus dem blauen Himmel auf Haus und Feld zu schauen. Die 3. Strophe endet mit dem Berufswunsch, Flieger zu werden. Das Lied erschien im VEB Friedrich Hofmeister Musikverlag Leipzig.
Die Melodie ähnelt der des englischen Weihnachtslieds Away in a Manger in der Fassung von William James Kirkpatrick von 1895.

## Coverversion
Eine Coverversion des Liedes, arrangiert für Klavier und Streichorchester, enthält das 2024 erschienene Album Mia Brentano’s American Diary, gespielt von Benyamin Nuss und dem Deutschen Filmorchester Babelsberg.